# Macrognathus malabaricus
Macrognathus malabaricus är en fiskart som först beskrevs av Jerdon, 1849.  Macrognathus malabaricus ingår i släktet Macrognathus och familjen Mastacembelidae. Inga underarter finns listade i Catalogue of Life.